# یو جون سانگ
یو جون سانگ (کره‌ای: 유준상؛ زادهٔ ۲۸ نوامبر ۱۹۶۹) بازیگر اهل کره جنوبی است. او به خاطر ایفای نقش در روزی که او می‌رسد، خانواده جدید، تزویر و شکارچیان شگفت‌انگیز شناخته می‌شود.

## فیلم‌شناسی
- منتخب فیلم‌شناسی
- خانواده جدید
- تزویر
- شکارچیان شگفت‌انگیز
- پنت‌هاوس: جنگ در زندگی[۱]
- کیمیای روح[۲]